# Legendo Entertainment
Legendo Entertainment — шведская развлекательная компания, возглавляемая генеральным директором Бьорном Ларссоном со штаб-квартирой в Стокгольме. Компания была основана в 1998 году под названием Iridon Interactive и приняла своё нынешнее название в 2004 году. До конца 2018 года Legendo Entertainment была специализированной компанией по разработке компьютерных игр, занимаясь созданием, разработкой и изданием различных сторонних игр с помощью внешних команд разработчиков; с 2018 года компания занялась несколькими мультимедийными проектами, включая комиксы, музыку и анимацию.

## История
Черпая вдохновение преимущественно из фольклора, мифологии, альтернативной науки, классических романов и исторических событий, Legendo Entertainment выпустила такие работы, как Дети Дракулы, которая отдает дань уважения классическим литературным произведениям Брэма Стокера, Три мушкетёра, которая является кивком в сторону Александра Дюма, а также серии игр Attack on Pearl Harbor и Pearl Harbor Trilogy, вдохновленные атакой на Пёрл-Харбор во время Второй мировой войны. Последняя игра Legendo — FCB Pinball (2014), цифровой пинбол на футбольную тему.
В конце 2018 года Legendo Entertainment начала заниматься различными кросс-медийными проектами, разделив компанию на пять отделов: Legendo Games, Legendo Comics, Legendo Music, Legendo Media и Legendo Animation. Первый литературный релиз Legendo Comics — Wolfwar Saga: Varangian, представляет собой графическое эссе, написанное Винитором Амалом.
В 2019 году Legendo Music курировала выпуск трехтрекового EP под названием ÞRÍR: Serpents in the Mist группы Draugablíkk, которая описывается как «гунно-готическая» группа в связи с гуннами и готами. Музыка группы вдохновлена норвежской мифологией, скифской войной и ведическим фольклором. В 2020 году Draugablíkk выпустили полноформатный дебютный альбом под названием NÍU: Blood of the Amali.
Две игры находятся в разработке: Dracula Twins R2: School’s Out, продолжение Dracula Twins, и Winds of Valhalla: Vikings & Varangians, пошаговая настольная стратегическая игра. Обе эти игры находятся в разработке для Nintendo Switch, Windows, Xbox One и Xbox Series X/S.
Legendo Entertainment также разрабатывает свой дебютный анимационный проект, Dracula Twins: Vampire Vacademy, основанный на компьютерных играх серии Dracula Twins. Его выпуск запланирован на 2024 год.

## Разработанные видеоигры

### Как Iridon Interactive
- 1997 — Dink Smallwood (PC)
- 1998 — Excessive Speed (PC)
- 1999 — Total Soccer 2000 (PC)
- 2000 — Akimbo: Kung-Fu Hero (PC)
- 2001 — Monster Truck Rumble (PC)
- 2002 — Turbo Turtle Adventure (GBA)
- 2003 — Monster Truck Fury (Windows 98)[12]
- 2003 — Moomin and the Lost Rainbow (GBA) (невыпущена)
- 2003 — Pure Pinball (PC)
- 2004 — Pure Pinball (Xbox)
- 2004 — Billy Blade and the Temple of Time (PC)
- 2005 — Heavyweight Thunder (PC)

### Как Legendo Entertainment
- 2005 — The Three Musketeers (Windows XP, Windows Vista)[13]
- 2006 — Dracula Twins (Windows XP, Windows Vista)[14]
- 2007 — Attack on Pearl Harbor (Windows XP, Windows Vista)[15]
- 2008 — Becky & Tim: Spooky Spirits (Windows XP, Windows Vista)[16]
- 2009 — The Three Musketeers: One for all! (WiiWare)[17]
- 2009 — Spooky Spirits: Puzzle Drop!! (iPhone) (разработано совместно с Innogiant)
- 2010 — Pearl Harbor Trilogy — 1941: Red Sun Rising (WiiWare)
- 2011 — Ghost Mania (WiiWare)[18]
- 2011 — The Three Musketeers: One for all! (Mac App Store)[19]
- 2012 — Fortune Winds: Ancient Trader (Windows, Mac App Store)[20]
- 2014 — FCB Pinball: The Official Pinball of FC Barcelona (iPhone/iPad)[21]

#### Предстоящие
- Dracula Twins R2: School’s Out! (Nintendo Switch, Windows, Xbox One, Xbox Series X/S)
- Winds of Valhalla: Vikings & Varangians (Nintendo Switch, Windows, Xbox One, Xbox Series X/S)